# Qahtaba ibn Shabib
Qaḥṭaba ibn Shabīb (in arabo ﻗﺤﻄﺒـة ﺑﻦ ﺷﺒﻴﺐ‎?; ... – Tigri, 27 agosto 749) è stato un generale arabo abbaside, che guidò le forze rivoluzionarie abbasidi alla conquista del potere, continuando l'opera avviata da Abu Muslim, rimasto in Khorasan.
Qaḥṭaba ibn Shabīb b. Khālid b. Maʿdān al-Ṭāʿī, dei B. Nabhān, era forse nipote d'un seguace del quarto califfo ʿAlī b. Abī Ṭālib, nonché primo Imam sciita. Qaḥṭaba fu tra i 12 nuqabāʾ che a Merv giurarono nel 718-9 fedeltà ad Abū Muslim per aiutarlo a rovesciare il potere omayyade, portando al califfato il pretendente abbaside (allora in realtà del tutto ignoto ai più e per il quale ci si limitava a usare l'espressione “al-Riḍā min Ahl al-Bayt”, ovvero “colui di cui è soddisfatta la Gente del Casato”.
La prima azione militare di Qaḥṭaba fu svolta a Sarakhs, impegnando il kharigita Shaybān che egli sconfisse e uccise. Dal Khorasan al Gorgan, fino all'Iraq fu una trionfale ma impegnativa progressione che lo portò a sconfiggere Tamīm, il figlio dell'ultimo wali omayyade del Khorasan, Naṣr b. Sayyār, conquistando Tus (oggi Mazar-i Sharif) e, il 4 maggio 748, Nishapur, per sconfiggere il 1º agosto di quell'anno il forte esercito omayyade guidato da Nubāṭa ibn Ḥanzala al-Kilābī, che s'era impadronito di nuovo del Gurgan.
Sconfiggendo il 18 marzo 749 l'esercito omayyade di Ibn Hubara, nella battaglia di Jābalq, Qaḥṭaba si apriva la strada per la definitiva vittoria, coronata dalla resa a Nihāvand del generale omayyade Mālik b. Adham al-Bāhilī che, in cambio della salvezza sua e dei suoi uomini, consegnò la città assediata alle forze abbasidi.
Il 27-28 agosto 749 anche il Wālī, Yazīd b. ʿUmar b. Hubayra, fu sgominato, costringendolo ad abbandonare Kufa.
Qui, nella moschea in cui era stato assassinato nel 661 il quarto Califfo ʿAlī, fu proclamato Comandante dei credenti Abū l-ʿAbbās al-Saffāḥ ma alla cerimonia non era presente Qaḥṭaba, inopinatamente, quanto misteriosamente, caduto e affogato nelle acque del fiume Tigri mentre lo attraversava.